# Holiday Romance
Holiday Romance (frei übersetzt Urlaubsromantik) ist ein US-amerikanischer Kurzfilm von J. J. Keith aus dem Jahr 1998, der für einen Oscar nominiert war.

## Inhalt
Victoria, eine hübsche junge Dame, verliert am Bahnhof gezielt und absichtlich ihren Hausschlüssel, der auch eine Adresse ausweist. Ein junger potenzieller Dieb sieht darin eine Chance, greift sich den Schlüssel und sucht das entsprechende Haus auf, um es auszurauben. Als er sich jedoch im Haus befindet, muss er feststellen, dass es sich um eine Festung handelt, die man nur mit einem Zugangscode wieder verlassen kann. Diesen Code kennt er jedoch nicht. Als das Telefon wiederholt klingelt, geht er schließlich ran. Am anderen Ende ist die Hausbesitzerin und teilt ihm mit, dass sie ihn ganz bewusst ausgewählt habe, weil sie jemanden gebraucht habe, der während ihres Urlaubs auf ihr Haus und auch auf ihren Hund aufpasse. Während der eingeschlossene Mann sich empört und ihr ein Streitgespräch aufzwingen will, bleibt sie ganz ruhig, ignoriert seine Einwände und sagt ihm, wo er alles finde, was er brauche.
Der potentielle Dieb erkennt, dass er in der Klemme steckt und so beschließt er, sich im Haus so zu fühlen, als sei es sein Zuhause. Er sucht und findet Gründe, die dieses Gefühl unterstützen. Der schwerwiegendste ist natürlich, dass er das Haus gar nicht verlassen kann. Die Frau macht ihm allerdings das Leben mehr als schwer und treibt ihn mit den Regeln, die sie ihm auferlegt hat, mehr als einmal an den Rand des Wahnsinns – ständig nervt sie ihn mit ihren Anrufen. Der Mann ist sich jedoch bewusst, dass er keine andere Wahl hat, als ihr zu gehorchen und zu hoffen, dass sie nicht doch die Polizei ruft, was ihn in eine noch schwierigere Situation bringen würde.

## Produktionsnotizen
Der Film wurde von Jovy Junior Enterprises produziert und von Atom Films vertrieben. Er ist auch bekannt unter den Titeln A Lust for Life und Love Child.

## Auszeichnung
Oscarverleihung 1999: Oscarnominierung für Alexander Jovy und J. J. Keith in der Kategorie „Bester Kurzfilm (Live Acktion)“